# Leganes (Iloilo)
Leganes è una municipalità di quarta classe delle Filippine, situata nella Provincia di Iloilo, nella Regione del Visayas Occidentale.
Leganes è formata da 18 baranggay:
- Bigke
- Buntatala
- Cagamutan Norte
- Cagamutan Sur
- Calaboa
- Camangay
- Cari Mayor
- Cari Minor
- Gua-an
- Guihaman
- Guinobatan
- Guintas
- Lapayon
- M.V. Hechanova (Balagon)
- Nabitasan
- Napnud
- Poblacion
- San Vicente